# Plau am See
Plau am See es un municipio situado en el distrito de Ludwigslust-Parchim, en el estado federado de Mecklemburgo-Pomerania Occidental (Alemania), a una altura de 70 metros. Su población a finales de 2016 era de 6056 habs. y su densidad poblacional, 52 hab/km².

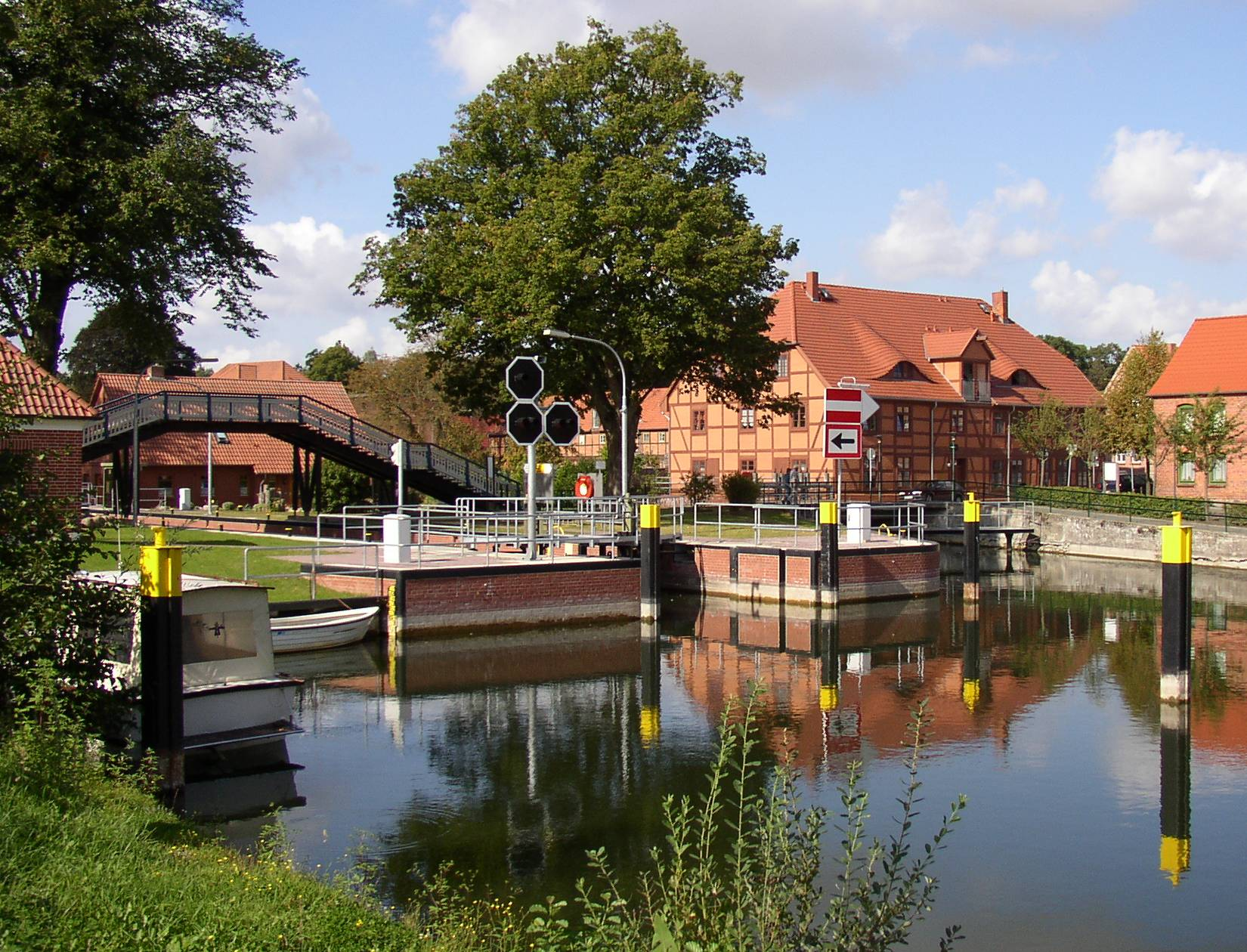
Antiguo molino de Plau am See